# Galium kikumuyura
Galium kikumuyura är en måreväxtart som beskrevs av Jisaburo Ohwi. Galium kikumuyura ingår i släktet måror, och familjen måreväxter. Inga underarter finns listade i Catalogue of Life.